# Église Saint-Martin de Marck
Ne doit pas être confondu avec Église Saint-Martin de Marcq.
L'église Saint-Martin est située à Marck, dans le département français du Pas-de-Calais.

## Histoire
L'ancienne église du XVe siècle a été dynamitée en septembre 1944. La ville a décidé sa reconstruction près de la place de la Mairie. La première pierre de l'église est posée le 30 avril 1961 et l'inauguration a eu lieu le 12 avril 1964. Les vitraux en dalle de verre sont de Gabriel Loire et la fresque du chœur est réalisée par Geneviève Colladant-D'Andréis.